# Evangelia Plataniōtī
Evangelia Plataniōtī (in greco Ευαγγελία Πλατανιώτη?; Atene, 9 agosto 1994) è una nuotatrice artistica greca.

## Palmarès
- Mondiali

Budapest 2022: bronzo nel solo libero e nel solo tecnico
Doha 2024: oro nel solo tecnico e argento nel solo libero
- Europei

Budapest 2020: argento nel solo tecnico e bronzo nel solo libero
- Giochi europei

Cracovia 2023: bronzo nel duo tecnico

## Riconoscimenti
- Atleta dell'anno World Aquatics: 2024